# Sergio Berlinguer
Sergio Berlinguer (pronuncia Berlinguèr; Sassari, 6 maggio 1934 – Roma, 17 ottobre 2021) è stato un diplomatico e politico italiano.
Segretario generale della presidenza della Repubblica dal 24 aprile 1987 al 28 maggio 1992 sotto la presidenza di Francesco Cossiga, successivamente ha ricoperto l'incarico di ministro per gli Italiani nel mondo nel governo Berlusconi I dal 10 maggio 1994 al 17 gennaio 1995.

## Biografia
Esponente di una nobile famiglia sarda, era fratello di Luigi Berlinguer e cugino di Enrico e Giovanni. Laureato in giurisprudenza, è stato diplomatico dal 1959. 
Ha prestato servizio presso l'Ambasciata d'Italia a Londra dal 1962 al 1970.
Dal 1983 al 1985 è stato direttore generale per l'emigrazione al ministero degli esteri. Nel giugno 1985 è nominato consigliere diplomatico del Quirinale dal presidente Francesco Cossiga. Nel marzo 1987, a seguito delle dimissioni di Antonio Maccanico, designato alla presidenza di Mediobanca, Sergio Berlinguer viene nominato segretario generale del Quirinale, carica che terrà fino all'elezione di Oscar Luigi Scalfaro alla presidenza della Repubblica nel maggio 1992 Promosso ambasciatore nel 1987, è nominato consigliere di Stato nel 1992.
Nel primo governo Berlusconi è stato ministro per gli Italiani nel mondo, pur non essendo legato a nessun partito del centrodestra. Ha poi fondato il Movimento Italiano Democratico, confluito poi in Rinnovamento Italiano. Dopo lo scioglimento di Rinnovamento Italiano non aderisce alla Margherita e lascia la politica. Nominato consigliere di Stato nel 2004, è stato insignito di numerose alte onorificenze italiane, vaticane e straniere. È stato membro del comitato esecutivo dell'Aspen Institute.
Muore a Roma il 17 ottobre 2021, all'età di 87 anni. I funerali sono celebrati due giorni dopo nella Chiesa di San Gioacchino in Prati.

## Opere
- Ho visto uccidere la Prima Repubblica, Roma, Carlo Delfino Editore, 2014, prefazione di Stefano Folli.[10]